# Andreas Vukovich
Andreas Vukovich (* 25. November 1871 in Baumgarten, Burgenland; † 15. Dezember 1957) war ein österreichischer Genossenschafter, Manager und Politiker der SPÖ.

## Leben
Andreas Vukovich wurde als Sohn eines Zimmermanns geboren. Nach seinem Schulabschluss machte er eine Ausbildung zum Metallarbeiter und übersiedelte nach Mödling. Bereits in den 1890er Jahren betätigte er sich in unterschiedlichen Arbeiterorganisationen. Er war an der Gründung des Arbeiterkonsumvereins in Mödling beteiligt. Er wurde 1901 als Obmann dieser Genossenschaft gewählt, nachdem er sie saniert und auf solide Grundlagen gestellt hat. Ab 1906 war
Andreas Vukovich im Aufsichtsrat der Großeinkaufsgesellschaft österreichischer Consumvereine (GöC) vertreten.
Als 1907 die Lage der Konsumgenossenschaft Gloggnitz wirtschaftlich bedrohlich war, wurde Vukovich für diese Sanierungsaufgabe nach Gloggnitz geholt. In Gloggnitz lernte er Karl Renner kennen und konnte ihn für die Mitarbeit in der Konsumgenossenschaftsbewegung der Arbeiter gewinnen. Er gehörte auch jahrelang dem Gemeinderat von Gloggnitz an und gründete gemeinsam mit Karl Renner die Baugenossenschaft in Gloggnitz, die erste Baugenossenschaft Österreichs, die Arbeiterwohnungen errichtete. Als 1912/13 der große Erste Niederösterreichische Arbeiter-Consumverein in Schieflage geriet, war es wieder Vukovich, dem es gelang die Probleme zu lösen. Mit dem Beginn des Ersten Weltkriegs wurde eine Zusammenarbeit der vier Wiener Arbeiter-Konsumvereine notwendig, um die Versorgung der Bevölkerung zu verbessern. Als Verantwortlicher des größten Arbeiterkonsumvereins in Wien organisierte Andreas Vukovich die Vereinigung zur Konsumgenossenschaft Wien (KGW) 1920. Während der Durchführung der Fusion zur KGW wurde auch die „Gesum“, eine Konsumgenossenschaft, die von den Angestellten und Arbeitern der Gemeinde Wien gegründet worden war, übernommen. Nachdem es Andreas Vukovich Anfang der 1930er Jahre gelungen war, die fünf Wiener „Lebensmittelmagazine der Eisenbahner“ in die KGW zu integrieren, wurde er zum Ehrenpräsidenten der GöC gewählt. Im Februar 1934, bei der Machtergreifung der Austrofaschisten, spielte Vukovich eine entscheidende Rolle für die Sicherung des Fortbestandes der österreichischen Konsumgenossenschaften. Im Jahr 1941, als die Genossenschaftsbewegung durch die Nationalsozialisten aufgelöst wurde, schied Andreas Vukovich aus seiner aktiven Tätigkeit aus. Seinen Ruhestand verbrachte er in seiner Wahlheimat Gloggnitz.
Sein Sohn Andreas Vukovich (1895–1975) war einer der wichtigsten Verantwortlichen der österreichischen Konsumgenossenschaftsbewegung.